# (7923) Chyba
(7923) Chyba est un astéroïde de la ceinture principale.

## Description
(7923) Chyba est un astéroïde de la ceinture principale. Il fut découvert le 28 novembre 1983 à la station Anderson Mesa par Edward L. G. Bowell. Il présente une orbite caractérisée par un demi-grand axe de 2,89 UA, une excentricité de 0,09 et une inclinaison de 3,3° par rapport à l'écliptique.

## Compléments